# تسای لون
تسای لون یا سای لون (چینی ساده: 蔡伦؛ چینی سنتی: 蔡倫؛ پین یین: Cài Lún؛ وید-جایلز: T'sai Lun) مخترع چینی کاغذ و از خواجگان دربار امپراتوری هان شرقی بود. هرچند که کاغذ پیش از تسای لون نیز در چین تولید می‌شد ولی او با ابداع شیوه‌ای نوین و افزودن موادی جدید به ترکیبات مورد نیاز آن، اولین کاغذ با الیاف گیاهی به شکل آنچه که امروزه وجود دارد را تولید نمود.

## زندگینامه
تسای لون در حدود سال ۵۰ یا ۶۳ میلادی  
در گوئی‌یانگ (لی‌یانگ در استان هونان امروزی) زاده شد. در سال ۷۵ به عنوان یکی از خواجگان دربار هان شرقی وارد کاخ امپراتوری شد و در طول اقامتش به مطالعهٔ شیوه‌های تولید کاغذ پرداخت. تولید کاغذ از ۲۰۰ سال پیش از میلاد در چین رواج داشت و برای تولید آن از زائدات ابریشم استفاده می‌کردند  اما تسای لون به فکر استفاده از مواد ترکیبی جدیدی برای تولید آن بود. او در سال ۱۰۵ میلادی از پوست درخت توت، کنف، پارچه‌های مستعمل و تورهای ماهیگیری کهنه ترکیب جدیدی ساخت و اولین کاغذ با بافت گیاهی به شکل تقریبی آنچه که امروزه وجود دارد را تولید نمود. کاغذ تولیدی جدید در مقایسه با کاغذهای ابریشمی پیشین کیفیت بهتری برای نوشتن داشت و تولیدش نیز ارزانتر بود.
تسای لون این یافته‌اش را به امپراتور هان هه‌دی گزارش نمود و مورد تشویق قرار گرفت. امپراتور به او لقبی اشرافی و ثروتی بسیار اعطاء نمود و در سال ۱۱۴ (میلادی) نیز شهر لونگ‌تینگ را به او داد. تسای لون اینک با عنوان مرزبان تسای لون شناخته می‌شد و به همین سبب کاغذ ابداعی او را نیز «کاغذ مرزبان تسای» می‌نامیدند.
درگیری او در امور سیاسی سبب شد تا وارد جنگ قدرتی در کاخ شود که منجر به رسواییش شد. تسای لون در ۱۲۱ میلادی دست به خودکشی زد و با نوشیدن سم به زندگی خود پایان داد.

## زندگی و حرفه

### تولد و پیشینه
تسای لون در فرمانداری گوییانگ (桂阳郡؛ لئیانگ امروزی، استان هونان) در سلسله هان شرقی (25-220 میلادی) متولد شد. سال دقیق تولد او مشخص نیست؛ تخمین‌ها شامل حدود 50،[13] حدود 57، و حدود 62 است. به غیر از اینکه از خانواده‌ای فقیر متولد شده بود، تقریباً هیچ چیز دیگری در مورد اوایل زندگی او شناخته شده نیست. گوییانگ یک فرمانداری جنوبی بود که هان چینی‌ها صدها سال پیش برای کاشت و کشت برنج به آنجا مهاجرت کرده بودند. افسانه‌ها حاکی از آن است که در نزدیکی خانه او استخر وجود داشت که در جنوب آن یک هاون سنگی وجود داشت که تسای بعداً از آن برای کاغذسازی استفاده می‌کرد.